# Komet Tempel-Swift-LINEAR
Komet Tempel-Swift-LINAER (uradna oznaka je 11P/Tempel-Swift-LINEAR) je periodični komet z obhodno dobo 6,4 let. Pripada Jupitrovi družini kometov.

## Odkritje
Odkril ga je nemški astronom Ernst Wilhelm Leberecht Tempel (1821 – 1889) 27. novembra 1869, ko je deloval v Marseillu. Komet je opazoval 37 dni, ne da bi ugotovil, da je to periodični komet in da bi določil njegovo tirnico. Tako je postal izgubljeni komet. Pozneje ga je ponovno odkril Lewis A. Swift (1820 – 1913) na Observatoriju Warner 11. oktobra 1880 in je ugotovil, da je to isti komet. Po letu 1908 ga niso mogli več opazovati in so ga zopet uvrstili med izgubljene komete. 7. decembra 2001 so ga ponovno našli v okviru programa LINEAR.